# 新藤恵美
新藤 恵美（しんどう えみ、1949年3月20日 - ）は、日本の元女優。東京都・小石川出身。

## 来歴・人物
クラシックバレエを4歳から始め、星美学園中学校・高等学校在学中の1964年、スカウトされ15歳で芸能界入り。松竹映画のニューフェースとしてデビュー。
最終学歴は、昭和42年3月　頌栄女子学院卒業。
1971年、テレビドラマ『美しきチャレンジャー』の主演で人気を得る。1980年代には日活ロマンポルノ作品にも出演。元夫は俳優の長谷川明男（1974年に結婚、1978年離婚）。1990年に6歳年下のマネージャーと再婚した。
2008年からは那須塩原市に移り住み、2009年からは黒磯駅そばでパブ「ベガ」を経営。
2009年、芸能活動を休止。
2020年、芸能界を完全に引退。

## 出演

### 映画
- 俺たちの恋（1965年、松竹）
- 雨の中の二人（1966年、松竹）
- 東京無宿（1966年、松竹）
- スチャラカ社員（1966年、松竹） - 都田物産社員
- 白昼の惨殺（1967年、松竹）
- レッツゴー!高校レモン娘（1968年、松竹） - 浅田洋子
- 昆虫大戦争（1968年、松竹） - 秋山ゆかり
- 春だドリフだ全員集合!!（1971年）
- 剣と花（1972年、松竹）
- ダメおやじ（1973年） - 瀬戸すみれ
- 沖縄やくざ戦争（1976年） - 中里照美
- ゴルゴ13 九竜の首（1977年） - 葉連
- 鬼龍院花子の生涯（1982年） - 笑若
- 女帝（1983年、にっかつ / ヴァンフィル） - 河村桂子
- チャイナスキャンダル・艶舞（1983年、にっかつ / ゴールデン・ハーベスト） - 山崎マリ
- ルージュ（1984年、にっかつ / ヴァンフィル） - 土屋名美（前野陽子）
- 大奥十八景 （1986年）
- 夜汽車（1987年）
- 極道の妻たち 三代目姐 （1989年） - 寺田歌絵
- 新極道の妻たち （1991年） - 松岡頼子(二代目姐の実妹)
- 元祖パチンコ物語・温泉珍道中（1994年） - 栄子
- 安藤組外伝 掟（2000年、ミュージアム） - 初代植松一家姐 植松勝代
- 銭道（2004年、シネマパラダイス）

### テレビドラマ
- 二人の星（1965年 - 1966年、TBS） - 信子
- 風（TBS / 松竹）
  - 第18話「過去からの呼出し状」（1967年） - 珠江
  - 第37話「若さま飛び出す」（1968年） - 照姫
- ライオン奥様劇場（CX）
  - 姉妹化粧（1968年）
  - 愛やまず（1968年 - 1969年）
- 三匹の侍 第5シリーズ 第23話「紙人形」（1968年、CX） - おしの
- 天使の羽根（1969年、NHK総合） ※長谷川明男主演
- ポーラテレビ小説 / パンとあこがれ（1969年、TBS） - 明子
- 姿三四郎（1970年、NTV） - 村井早乙美・南小路高子（二役）
- てなもんや二刀流（1970年 - 1971年、ABC）
- おやじ火山（1970年、ABC）
- ブラザー劇場（TBS）
  - 彦左と一心太助 第38話（1970年）
  - 千葉周作 剣道まっしぐら 第21話「晴れすがた男子一生の剣」（1971年）- つた
  - 熱血猿飛佐助 第10話「黒き瞳の輝き」（1972年） - お雪
- 闘魂（1970年 - 1971年、NTV） - 明石房江
- 男は度胸 第20話 - 第25話、第27話（1971年、NHK総合）
- 魔女はホットなお年頃（1970年 - 1971年、MBS） - コンコ
- 美しきチャレンジャー（1971年、TBS / 国際放映） - 小鹿みどり
- 銭形平次（CX / 東映）
  - 第271話「虚無僧絵図」（1971年） - 花世
  - 第739話「愛の墓標」（1980年） - お篠
- 女人平家（1971年、ABC） - 平典子
- テレビスター劇場 / おかめひょっとこ（1972年、MBS）
- 赤ひげ 第4話「秋雨」（1972年、NHK総合） - りつ
- あおによし（1972年 - 1973年、NHK総合） - キミ子
- 木枯し紋次郎 第2シーズン 第1話「馬子唄に命を托した」（1972年、CX / C.A.L） - お政
- 大岡越前（TBS / C.A.L）
  - 第3部 第29話「ギヤマンの謎」（1973年1月1日） - 小夜
  - 第12部 第9話「万能薬が死を招く」（1991年12月9日） - お栄
- はだれゆき（1973年、NHK総合） - 野上静子
- 体の中を風が吹く（1973年、NHK総合）
- 越後獅子祭（1973年、NET / 東映）
- 銀座わが町（1973年 - 1974年、NHK総合）
- あした天気に（1973年 - 1974年、CX）
- 東芝日曜劇場 / 思い出草（1973年、ABC制作）
- どてらい男（1974年、KTV） - 岡田清子
- 旗本退屈男 第21話「稲の穂が殺しを呼んだ」（1974年、NET / 東映）
- 右門捕物帖 第1話「雨の女」（1974年、NET / 東映）
- ふりむくな鶴吉（1974年 - 1975年、NHK総合） - ちか
- 非情のライセンス（NET / 東映）
  - 第1シリーズ 第47話「兇悪の顔」（1974年） - 亜紀
  - 第3シリーズ 第10話「兇悪の標的・ガラスの女」（1980年） - 吉沢律子
- 遥かなる母（1975年、CBC）
- 必殺必中仕事屋稼業 第14話「招かれて勝負」（1975年、ABC / 松竹） - おこま
- 大江戸捜査網（12ch / 三船プロ）
  - 第183話「前科なき殺人者」（1975年） - お秋
  - 第228話「雪に舞う女必殺剣!」（1976年） - お紋（夜桜小僧）
  - 第248話「謎の土蔵破り」（1976年） - お蔦
  - 第376話「女の肌に染めた謎の十万両」（1979年） - しずか
  - 第451話「廃墟の街で待つ女」（1980年） - 千代菊
- 遠山の金さん（ANB / 東映） ※杉良太郎版
  - 第1シリーズ 第31話「明日に別れの賽を振れ!!」（1976年）-加代
  - 第1シリーズ 第90話「夫婦ざくら」（1977年） - おりん
- お耳役秘帳 第6話「おぶん破れ傘」（1976年、KTV / 歌舞伎座テレビ） - おぶん
- 破れ傘刀舟悪人狩り（NET）第91話「天保女医秘録」（1976年） - 青木志乃
- 風と雲と虹と（1976年、NHK総合） - 定子
- 夜明けの刑事 第62話「お願い私を殺さないで!!」（1976年3月3日、TBS / 大映テレビ）　- 三上優子
- 新・座頭市 第1シリーズ 第7話「わらべ唄が聞こえる」（1976年）
- 高層の死角（1977年、NHK総合）
- 華麗なる刑事 第12話「母と子と刑事」（1977年、CX / 東宝） - 小宮さえこ
- 桃太郎侍（NTV / 東映） ※高橋英樹版
  - 第45話「からくり武士道」（1977年） - 登勢
  - 第86話「大当り貧乏くじ」（1978年） - お宮
  - 第114話「タヌ助がかかった恋の罠」（1978年）
  - 第218話「十年目のお化け長屋」（1980年）
- 水戸黄門（TBS / C.A.L）
  - 第8部 第10話「命賭ける時 -名古屋-」（1977年9月19日） - 志乃
  - 第10部 第18話「八兵衛うっかり若旦那 -大垣-」（1979年12月10日） - お絹
  - 第11部 第4話「悪を斬る紅緒の三度笠 -山形-」（1980年9月8日） - お葉
  - 第13部 第24話「とどけ馬子唄瞼の母に -熊本-」（1983年3月28日） - 菊野
  - 第15部
    - 第22話「悲願叶えた火焔剣 -三日月-」（1985年6月24日） - 美津
    - 第27話「代官にされたドジな掏摸 -岡部-」（1985年9月30日） - お千加
- 西遊記 第1話「石猿誕生す」他（1978年、NTV / 国際放映）- 嫦娥
- Gメン'75（TBS / 東映）
  - 第213話「ニューカレドニアの逃亡者」・第214話「ニューカレドニア大追跡」（1979年） - エミー
  - 第219話「ニューカレドニア新婚殺人事件」（1979年） - 久保民子
  - 第260話「悪魔の結婚式」（1980年） - 水原奈美
- 刑事鉄平（1979年、KTV）
- 日本名作怪談劇場 第8話「怪談 夜泣き沼」（1979年、東京12チャンネル） - おつか
- ザ・スーパーガール（1979年 - 1980年、12ch / 東映） - 早川紀子
- 鉄道公安官 第21話「秋芳洞に消えた女」（1979年、ANB / 東映） - 唐沢ケイコ
- 西遊記II 第1話「再出発 天竺への道」（1979年、NTV / 国際放映）- 嫦娥
- 噂の刑事トミーとマツ 第1シリーズ 第46話「トミマツ卒倒! 新課長、死のドライブ」（1980年、TBS / 大映テレビ） - 田沢美沙子
- お命頂戴!（1981年、テレビ東京 / 歌舞伎座チャンネル） - 村雨のお紺
- 玉ねぎむいたら…（1981年、TBS） - 順子
- 新五捕物帳 第191話「目覚めた操り人形」（1982年、NTV / ユニオン映画）
- 遠山の金さん 第1シリーズ（ANB / 東映） ※高橋英樹版
  - 第8話「黒髪秘話! 蛇の目傘の女」（1982年）
  - 第47話「悪女おらんの甘い罠!」（1983年）
  - 第135話「ろくでなし女医の心の旅路!」（1985年）
  - 第145話「愛しの悪女・唇に紅は無用!」（1985年）
- Gメン'82 第3話「奥様族の密室殺人」（1982年、TBS / 近藤照男プロ）
- 松平右近事件帳 （NTV / ユニオン映画）
  - 第1話「藪太郎参上!」（1982年） - お浅
  - 第49話「忍びや哀れ」（1983年） - おふう
- 火曜サスペンス劇場 乱れからくり（1982年、NTV / 円谷プロダクション）- 馬割真棹
- 大奥 第17話「女の情に蛇が棲む」（1983年、KTV / 東映） - お道の方
- 眠狂四郎無頼控 第7話「毒婦異聞! 殺しを囁く女」（1983年、TX） - おうた
- 新・大江戸捜査網 第18話「おんな牢しのび肌」（1984年、TX / ヴァンフィル） - おさと
- 時代劇スペシャル / どくろ銭（1984年、CX） - 十六夜お銀
- 暴れん坊将軍II 第101話「吉宗 越前 白洲の対決!」（1985年、ANB） - おちか
- 毎度おさわがせします 第2シリーズ（1985年 - 1986年、TBS） - 森真紀
- 土曜ワイド劇場
  - 混浴露天風呂連続殺人5 「湯けむりに消えた女三人旅」（1986年、ABC） - 川久保節子
  - 牟田刑事官事件ファイル7 「奥浜名湖女たちの危険なプレイ」（1987年、ANB） - 石田江見子
  - 事件3 「死刑を求刑された女!」（1995年） - 室井弓枝
- 裸の大将 第24話「清のどさんこ母恋道中」（1987年、KTV / 東阪企画）  - 和江
- 土曜ドラマスペシャル・嫉妬のウエディングドレス（1988年8月20日、TBS / 大映テレビ） - 志方綾子
- 長七郎江戸日記 第2シリーズ 第43話「弟よ、小蝶涙舞い」（1989年、NTV / ユニオン映画） - 竹本小蝶
- あなただけ見えない（1992年、フジテレビ） - 間宮秀美
- 世にも奇妙な物語 「いじめられる女」（1993年、フジテレビ） - 加納礼子
- もう涙は見せない（1993年、フジテレビ） - 三枝奈津子
- 家なき子（1994年 - 1995年、日本テレビ） - 岡崎玲子
- 風のロンド（1995年、東海テレビ・フジテレビ） - 野代麻美
- 砂の城（1997年、東海テレビ・フジテレビ）- 大橋棚子
- 火曜サスペンス劇場 屋形船の女（2003年、日本テレビ） - 小松雅美
- 牡丹と薔薇（2004年、東海テレビ・フジテレビ） - 内田美晴
- 聞かせてよ愛の言葉を（2005年、TBS） - 後藤麻子
- 月曜ミステリー劇場 やとわれ女将 菊千代の事件簿2（2005年） - 立花美枝
- 子育ての天才（2007年、フジテレビ） - 沢田幸子
- 愛の迷宮（2007年、東海テレビ・フジテレビ） - 鮎川マキ
- 月曜ゴールデン 探偵 左文字進12（2008年6月16日、TBS） - 戸川美春

### 写真集
- 女優（1984年、近代映画社）
- 新藤恵美写真集（1985年、近代映画社）
- 熱帯夜（1991年、大陸書房）
- 一夜の情事（1992年、大陸書房）
- SPLASH（1993年、竹書房）
- 陽炎（1999年、バウハウス）
- SPLASH 艶写文庫（2012年、竹書房）

### オリジナルビデオ
- 秘夢（1991年、大陸書房）
- 芝の貴婦人 （1992年、SEIYO INTERNATIONAL）
- COMPLEX BLUE （1994年、ポニーキャニオン）
- 熟女スペシャル 焔のように Legend Gold（オムニバスビデオ ほかの出演：高沢順子・松尾嘉代）

### 舞台
- むじな長屋の秋
- 江戸ッ子繁盛記 御存知一心太助
- 秘剣揚羽蝶　源氏九郎颯爽記
- 北島三郎 特別公演 「暴れ石松」
- 橋幸夫 特別公演「ご存知金さん捕物帳」
- 千昌夫 特別公演
  - 「爆笑人情劇　負けてたまるか!男なら」
  - 「夢をつかむ男」
- 五木ひろし 特別公演
  - 「雨あがる」
  - 「八郎兵衛始末　夕映えに今、風花が舞う」
- 「セメタリー倶楽部 〜女たちの青春！第二章〜」 作：アイヴァン・メンチェル 演出：竹邑類 （2004年 ル テアトル銀座）

## ディスコグラフィ

### シングル
| 発売日             | 規格               | 規格品番           | 面                 | タイトル               | 作詞               | 作曲               | 編曲               |
| コロムビアレコード | コロムビアレコード | コロムビアレコード | コロムビアレコード | コロムビアレコード     | コロムビアレコード | コロムビアレコード | コロムビアレコード |
| ------------------ | ------------------ | ------------------ | ------------------ | ---------------------- | ------------------ | ------------------ | ------------------ |
| 1968年             | EP                 | SCS-49             | A                  | 小さな姉弟             | 薩摩忠             | 松井八郎           |                    |
| 1968年             | EP                 | SCS-49             | B                  | 子どものうたごえ       | 薩摩忠             | 松井八郎           |                    |
| RCAビクター        |                    |                    |                    |                        |                    |                    |                    |
| 1968年10月25日     | EP                 | JRT-1002           | A                  | 花のためいき           | 大日方俊子         | 大沢保郎           | 大沢保郎           |
| 1968年10月25日     | EP                 | JRT-1002           | B                  | 夜の終わり             | 山上路夫           | 三木たかし         | 三木たかし         |
| 1969年7月5日       | EP                 | JRT-1028           | A                  | 口笛吹いて             | 山口あかり         | 筒美京平           | 筒美京平           |
| 1969年7月5日       | EP                 | JRT-1028           | B                  | あなたの嘘             | 山口あかり         | 筒美京平           | 筒美京平           |
| 1970年8月5日       | EP                 | JRT-1102           | A                  | ホットなホットなお年頃 | 山口あかり         | 筒美京平           | 有明春樹           |
| 1970年8月5日       | EP                 | JRT-1102           | B                  | あした泣けばいい       | 山口あかり         | 筒美京平           | 有明春樹           |
| 1971年4月5日       | EP                 | JRT-1159           | A                  | 美しきチャレンジャー   | 岩谷時子           | 筒美京平           | 筒美京平           |
| 1971年4月5日       | EP                 | JRT-1159           | B                  | 恋のゆくえ             | 岩谷時子           | 筒美京平           | 筒美京平           |
| バップレコード     |                    |                    |                    |                        |                    |                    |                    |
| 1992年3月21日      | 8cmCD              | VPDB-20443         | A                  | 遊び人                 | 東海林修           | 杉本真人           | 薗広昭             |
| 1992年3月21日      | 8cmCD              | VPDB-20443         | B                  | 灯りを消して           | たきのえいじ       |                    | 薗広昭             |
| ビクターレコード   |                    |                    |                    |                        |                    |                    |                    |
| 1994年1月21日      | 8cmCD              | VIDL-10485         | A                  | 愛のさざなみ           | なかにし礼         | 浜口庫之助         | 志熊研三           |
| 1994年1月21日      | 8cmCD              | VIDL-10485         | B                  | 悲しくてやりきれない   | サトウハチロー     | 加藤和彦           | 堀尾和孝           |

### アルバム

#### オリジナル・アルバム
- スプラッシュ（1993年2月1日、vapレコード、VPCA-80487）

#### オムニバス・アルバム
- アクトレス・ミラクル・バイブル～新藤恵美・林マキ・高沢順子（2012年4月1日、DYCL-33）-　RCAビクターから発表した全8曲を収録。